# Raphael Rutman
Raphael Rutman (en hebreo: רפאל ראטמאן‎; nacido 18 de noviembre de 1972) — Rabino de Jabad y Shaliah ("emisario") Lubavitch Rebe Menachem Mendel Schneerson. Presidente ejecutivo de la Federación de Comunidades Judías de Ucrania.

## Biografía
Recibió su educación secundaria en Gran Bretaña. Obtuvo una licenciatura en "Educación judía superior" en los Estados Unidos. En 1993, se convirtió en enviado del Rebe Lubavitch a Ucrania. Abrió muchos programas sociales para niños en Ucrania. Además, con su participación directa se abrieron en Ucrania los primeros orfanatos judíos para huérfanos. Posteriormente abrió orfanatos judíos en muchas ciudades de Ucrania. Por iniciativa suya, se iniciaron campamentos infantiles judíos de invierno y verano. Se crearon clubes educativos y de entretenimiento para niños en toda la Comunidad de Estados Independientes.
Abrió y gestiona dos escuelas, primaria y secundaria, en Kiev, así como una guardería (Jéder). Dirige la comunidad judía internacional de diplomáticos y empresarios locales y extranjeros en Kiev. Es el vicepresidente ejecutivo del Consejo de la Federación de Comunidades Judías de Ucrania, una organización que incluye a todos los rabinos de Ucrania. Responsable de todas las relaciones diplomáticas e internacionales de la Federación de Comunidades Judías de Ucrania.

## Actividad
El 25 de agosto de 2020, en una reunión con el presidente ucraniano, hizo sonar el shofar.
El 11 de octubre de 2021, el jefe del Consejo Europeo, Charles Michel, encendió una vela cerca del monumento a la Menorá y el vicepresidente de la junta directiva de la Federación de Comunidades Judías de Ucrania oró en memoria de los fallecidos en Tragedia de Babi Yar en una sinagoga simbólica.
El 3 de diciembre de 2021, encendido de la Menorá en Maidan Nezalezhnosti en Kiev.
En enero de 2022, oró en el Simposio Internacional dedicado al asesinato en masa en Babyny Yar y al Holocausto de Europa del Este en vísperas del Día Internacional de Conmemoración en Memoria de las Víctimas del Holocausto, que se celebrará en Kiev.
En abril de 2022, estuvo en Kiev antes del comienzo de Pésaj y concedió una entrevista a Jake Tapper de CNN. Le dio artículos para un séder de Pésaj completo y se puso tefilín. Además, el 15 de abril de 2022, el embajador de Polonia en Ucrania, Bartosz Cichocki, felicitó a la población judía de Ucrania por Pésaj.
Como quedó claro en la carta dirigida a la presidenta del Parlamento Europeo, Roberta Metsola, desde el comienzo de la invasión de las tropas rusas, él ha estado ayudando a civiles socialmente vulnerables. El Comisario europeo Olivér Várhelyi dijo que el trabajo del rabino Raphael Rutman, así como el de sus colegas y voluntarios, es ejemplar en la protección y apoyo al pueblo de Ucrania.
El 29 de septiembre de 2023 celebró una ceremonia en honor a la memoria de quienes mataron en Babi Yar, con la participación del Presidente de Ucrania y el jefe de la Oficina del Presidente de Ucrania.
Durante varios años consecutivos organiza la iluminación de Janucá más grande de Europa. Cada noche de Janucá 2023, los embajadores de muchos países del mundo vinieron a Ucrania para participar en la iluminación, incluidos los embajadores de Israel, Estados Unidos, Canadá, Italia, Austria, Francia, Alemania, Argentina, Gran Bretaña, Suiza, Suecia, Finlandia, Eslovenia, Japón. También estuvieron presentes el alcalde de Kiev, Vitali Klichkó, y varios dignatarios ucranianos, así como el jefe de la misión de la UE en Ucrania, el jefe de la misión de la ONU en Ucrania y el jefe de la Nativ en Israel. Este edificio fue destrozado dos veces: en 2021 y 2023. Además de la iluminación principal de la plaza Maidan Nezalezhnosti, también organiza la instalación de Janucá y la iluminación diaria en todos los principales hoteles de 5 estrellas de Kiev, donde los residentes de Kiev, así como los dignatarios extranjeros y los huéspedes del hotel se unen a la iluminación. También por separado con la participación del Jefe de Estado.

## Familia
Casado, su esposa Devorah nació en Miami, tiene 7 hijos.

## Literatura
- Sarah Garibov. Memories for a Blessing Jewish Mourning Rituals and Commemorative Practices in Postwar Belarus and Ukraine, 1944-1991. University of Michigan, 2017.[28]

## Enlaces
- Biografía
- El campeón de peso pesado Vitali Klitschko se quita los guantes para encender la menorá

- Datos: Q111654127